# Creobroter medanus
Creobroter medanus är en bönsyrseart som beskrevs av Giglio-tos 1915. Creobroter medanus ingår i släktet Creobroter och familjen Hymenopodidae. Inga underarter finns listade i Catalogue of Life.